# Chrysoprasis pacifica
Chrysoprasis pacifica är en skalbaggsart som beskrevs av Dilma Solange Napp och Martins 1995. Chrysoprasis pacifica ingår i släktet Chrysoprasis och familjen långhorningar. Inga underarter finns listade i Catalogue of Life.